# Institut supérieur des études technologiques de Nabeul
L'Institut supérieur des études technologiques de Nabeul (arabe : المعهد العالي للدراسات التكنولوجية بنابل) (ISET-Nabeul) est une institution d'enseignement supérieur tunisienne qui a succédé, en 1995, à l'Institut supérieur technique de Nabeul. L'Iset forme des techniciens supérieurs et délivre le diplôme de licence appliquée dans plusieurs domaines.

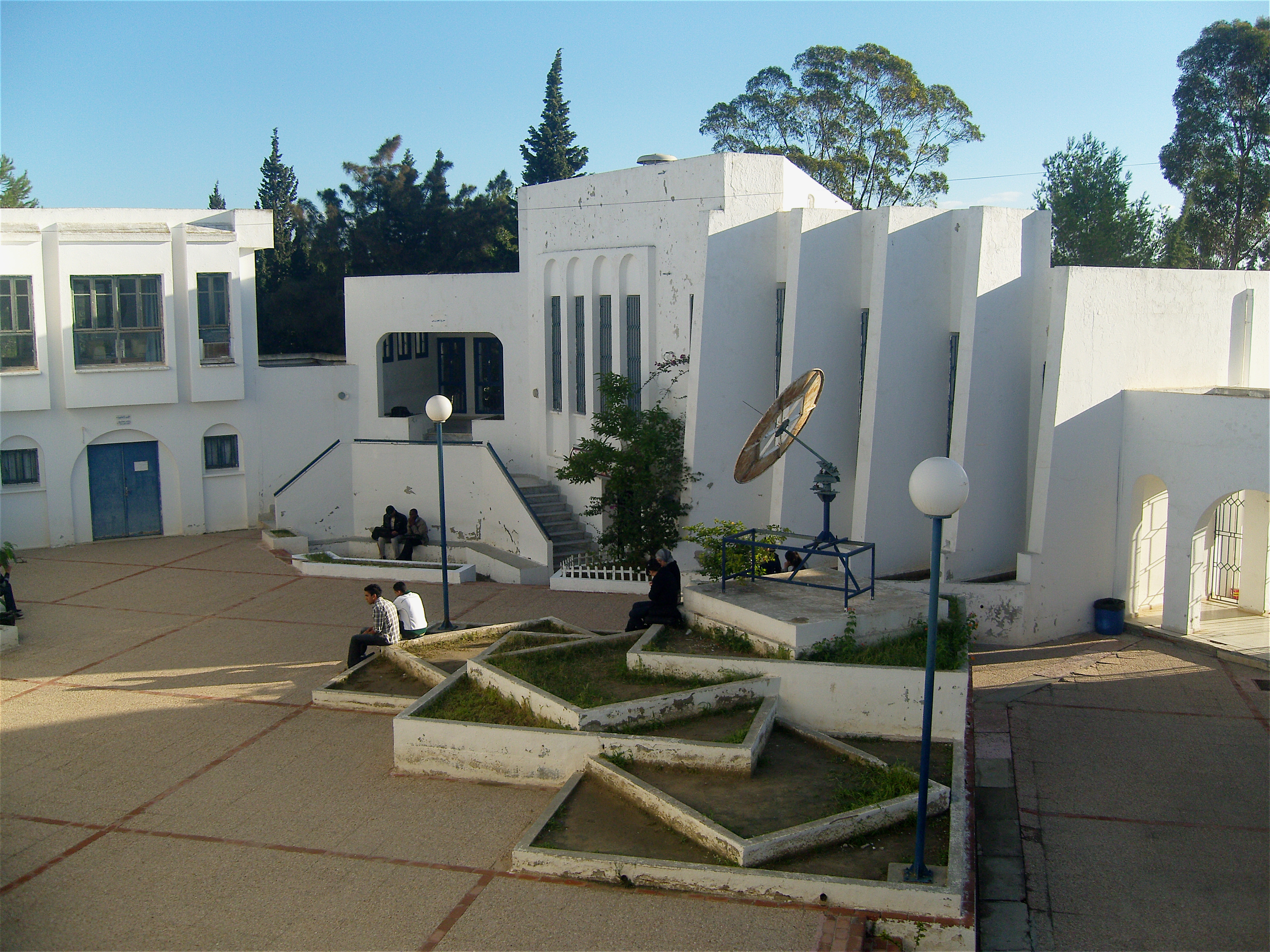
Cour dans le bloc B.

Jusqu'en 2008, l'institut assure une formation répartie sur cinq semestres d'études et délivre le diplôme national de technicien supérieur. À partir de l'année universitaire 2008-2009, l'Iset de Nabeul applique la réforme LMD du système de l'enseignement supérieur tunisien.
L'Iset comprend les départements suivants : génie civil, génie électrique, génie mécanique, technologie de l'informatique et gestion des entreprises et des administrations. 
L'Iset de Nabeul est situé dans le campus El-Mrezka à Nabeul (gouvernorat de Nabeul).